# Highball

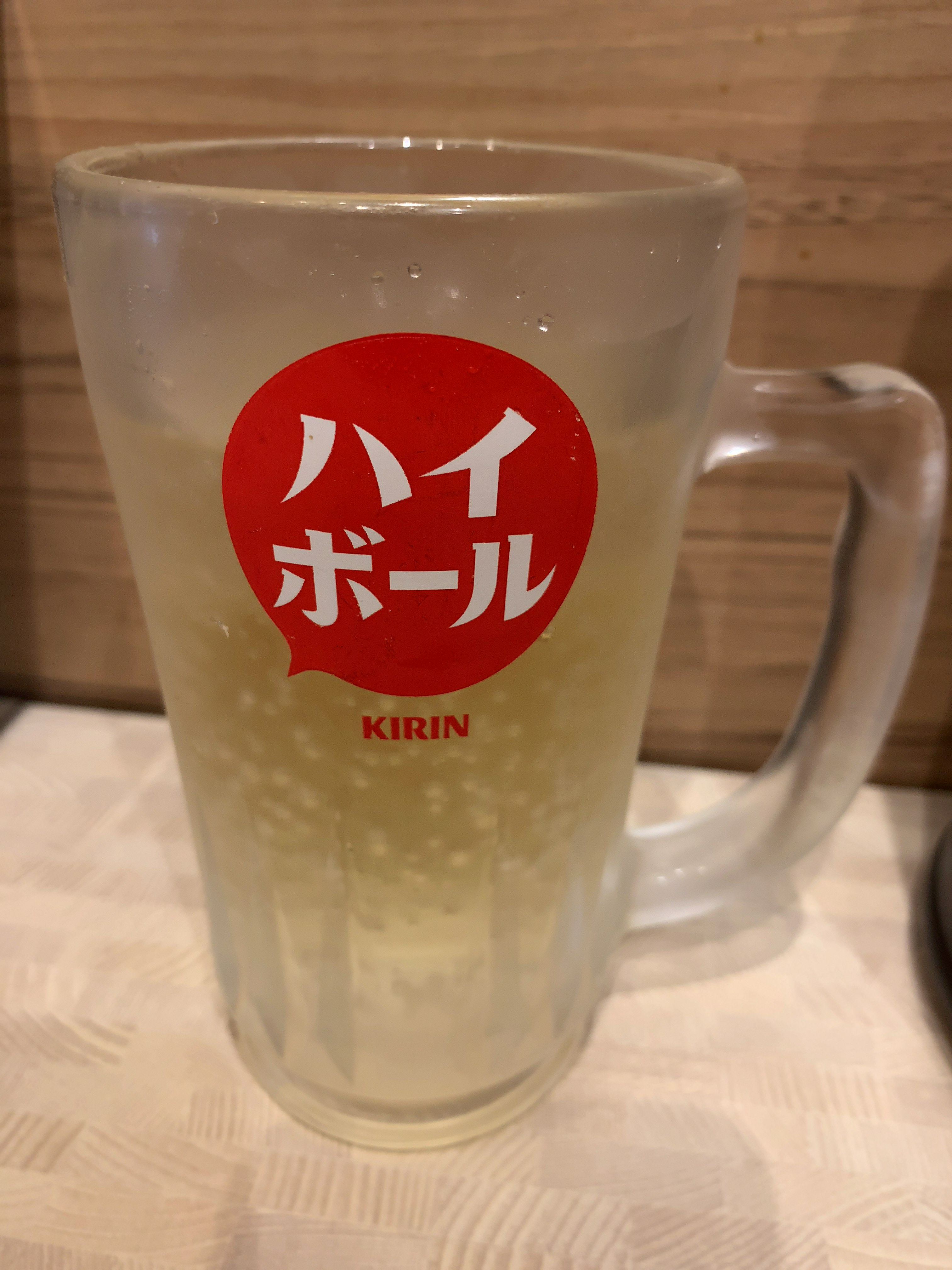
Đồ uống Highball phong cách Nhật Bản tại nhà hàng Chuka Shokudo Ichibankan Kichijoji, Musashino, Tokyo.

Highball là một thức uống có cồn được pha trộn từ đồ uống chưng cất cùng một tỷ lệ hỗn hợp không chứa cồn lớn hơn. Ví dụ bao gồm the Seven and Seven, Scotch và soda và rượu rum với Coke. Một ly highball thường được phục vụ gồm đá lạnh trong ly cao bằng thủy tinh hoặc ly Collins.

## Từ nguyên
Tên gọi này có thể để chỉ đến việc phục vụ đồ uống trong những chiếc ly cao, trên những toa ăn của tàu hỏa chạy bằng đầu máy hơi nước, ở đó động cơ sẽ tăng tốc và quả bóng cho thấy áp suất nồi hơi ở mức cao, được gọi là  "highballing". Ngoài ra, tên có thể xuất phát từ các tín hiệu đường sắt thời kỳ đầu với các quả cầu nổi lên có nghĩa là "thấy rõ ràng ở phía trước".

## Lịch sử
Ban đầu, loại Highball phổ biến nhất được tạo ra với whisky Scotland và nước có ga, được gọi đơn giản là một ly 'Scotch and soda'.
Có rất nhiều đối thủ tranh luận về đồ uống Highball đầu tiên, gồm có Adams House ở Boston. Nhân viên quầy bar tại New York Patrick Duffy tuyên bố highball được nam diễn viên E. J. Ratcliffe đưa từ Anh sang Hoa Kỳ vào năm 1894.
Thức uống Highball rất phổ biến ở Nhật Bản, thường được làm từ whisky Nhật Bản được gọi là haibōru (ハイボール haibōru) hoặc pha với shōchū gọi là chūhai (チューハイ chūhai). Nhiều loại hỗn hợp được pha chế bằng cách thêm -hai (〜ハイ -hai), như trong highball ô long (ウーロンハイ ūron-hai). Thức uống được tiêu thụ tương tự như bia, thường là với đồ ăn hoặc tại các bữa tiệc.

## Hình ảnh

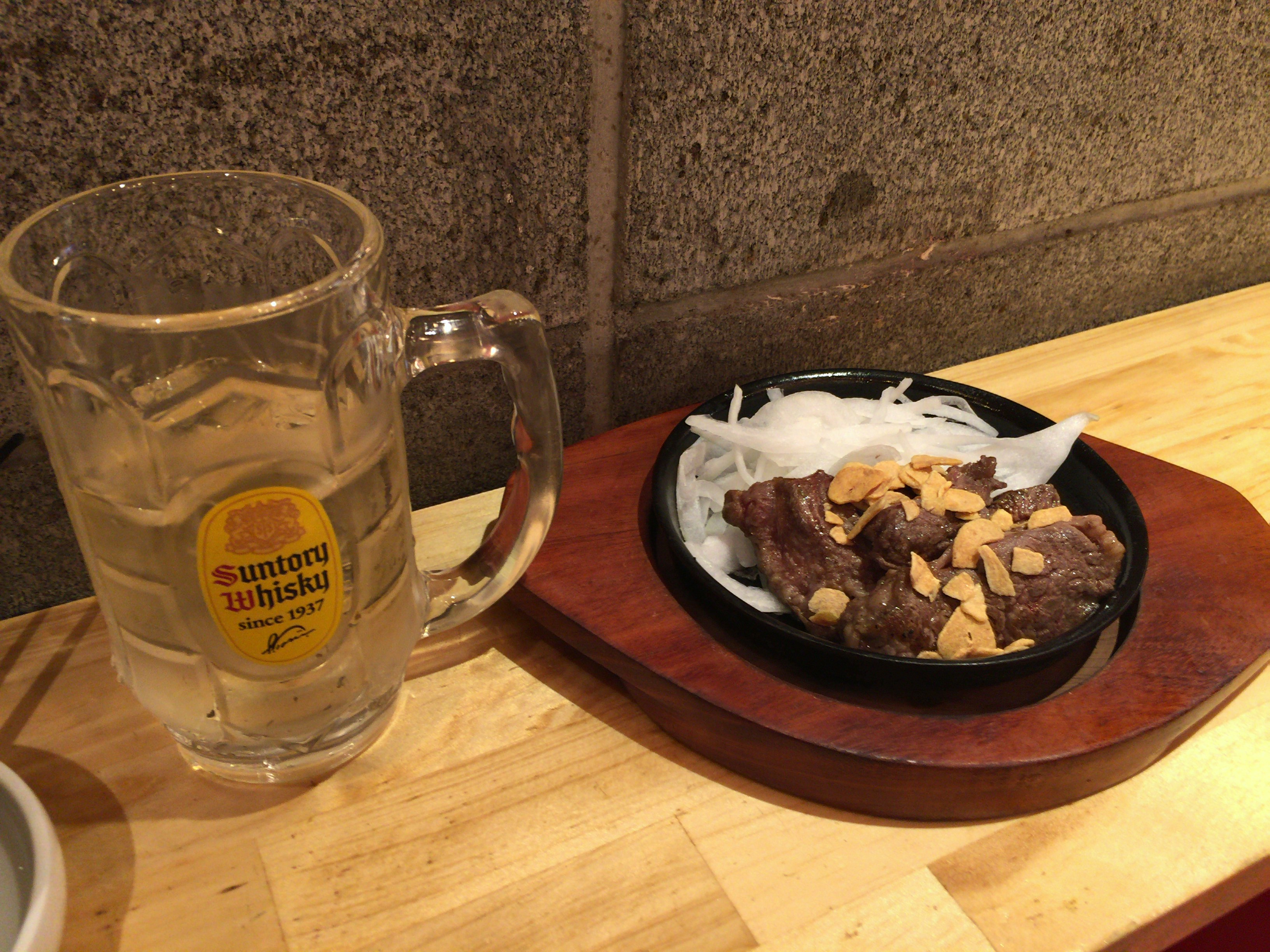
Bò bít tết và một ly highball tại nhà hàng Beef Kitchen Stand tại khách sạn APA Hotel Akihabara ở Ekimae, Tokyo.
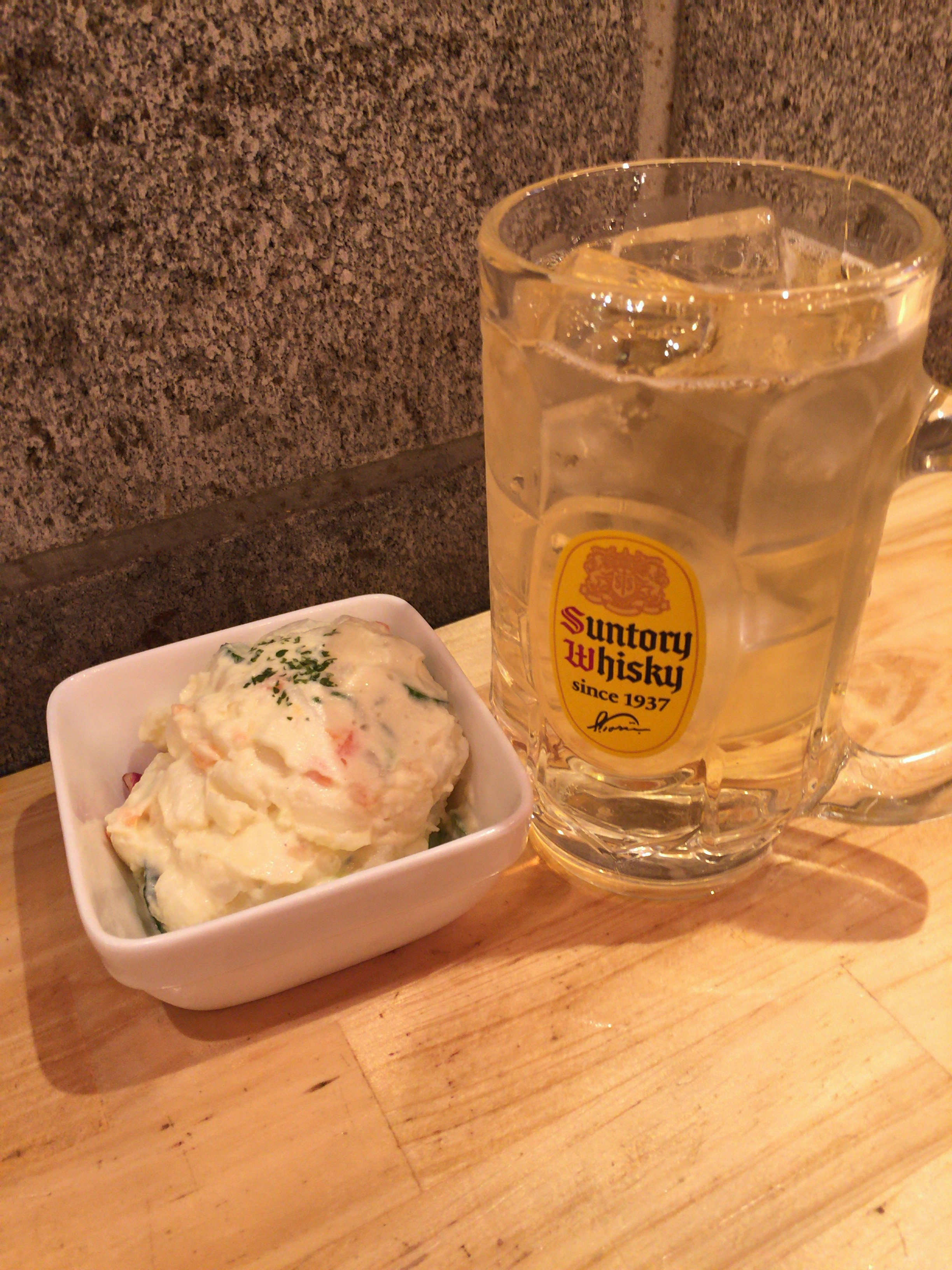
Highball và món salad khoai tây